# Прайор, Джеймс
Джеймс Майкл Лидс Прайор, барон Прайор (англ. James Michael Leathes Prior, Baron Prior, 11 октября 1927, Норидж, графство Норфолк, Великобритания — 12 декабря 2016) — британский государственный деятель, министр труда (1979—1981), министр по делам Северной Ирландии (1981—1984).

## Биография
После окончания традиционной частной элитной школы Чартерхаус служил в британской армии в Королевском Норфолкском полку 3-я механизированной дивизии в Германии и Индии. Затем он получил степень бакалавра искусств в сфере управления недвижимостью в Пемброк-колледже Кембриджского университета.
В 1959 г. был избран в Палату общин от Консервативной партии, до 1983 г. представлял там избирательный округ Лоустофт; затем до 1987 г. представлял округ Уэйвени.
Входил в состав британского правительства:
- 1970—1972 гг. — министр сельского хозяйства, рыболовства и продовольствия,
- 1972—1974 гг. — лорд-президент Совета и одновременно лидер фракции консервативного большинства в Палате общин. Считался близким доверенным лицом и советником премьер-министра Эдварда Хита, был одним из кандидатов на выборах лидера партии в 1975 г., но набрал лишь 19 голосов,
- 1979—1981 гг. — министр труда Великобритании, как отмечала Маргарет Тэтчер, при общем согласии о необходимости ограничении значимости профсоюзов, возникли разногласия о методах и масштабах этой борьбы. Сам министр вызывал раздражение Тэтчер своей дружбой с профсоюзными лидерами, кроме того, он «недостаточно настаивал» на антипрофсоюзном законодательстве,
- 1981—1984 гг. — министр по делам Северной Ирландии. На этом посту стремился смягчить голодовку «Грязного протеста».

В 1986 г. он сотрудничал с Джоном Касселсом и Полин Перри в создании Совета по промышленности и высшему образованию (CIHE), который в 2013 г. был преобразован в Национальный центр университетов и бизнеса.
В 1987 г. политик покинул Палату общин и королева Елизавета II пожаловала ему титул барона Прайора из Брэмптона в графстве Саффолк и по должности вошел в состав Палаты лордов. 
Впоследствии  он избирался председателем, а затем вице-президентом Сельского жилищного фонда. Занимал ведущие позиции в ряде крупных бизнес-структур: был председателем GEC и Allders, а также занимал должность директора в Barclays, Sainsburys и United Biscuits.
Старший сын Прайора, Дэвид, также избирался в состав Палаты общин.